# Euphorbia paralias
L'euforbia marittima (Euphorbia paralias L., 1753) è una pianta appartenente alla famiglia delle Euforbiacee, diffusa nelle aree costiere sabbiose del bacino del Mediterraneo.

## Descrizione

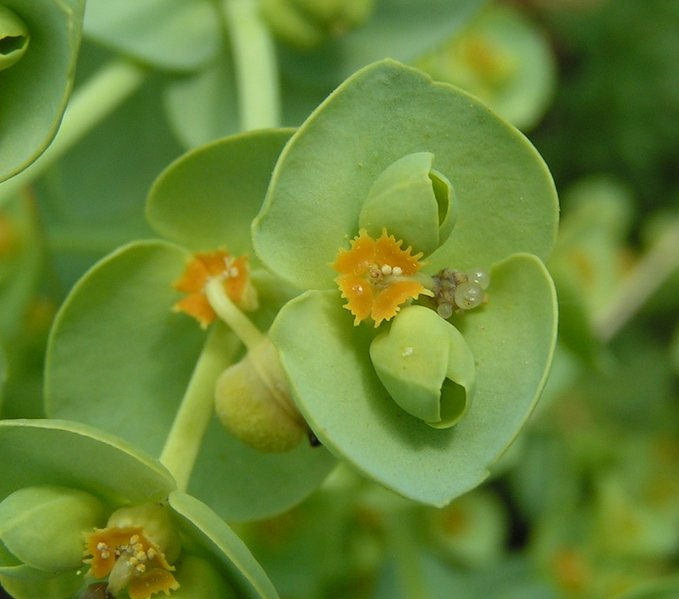

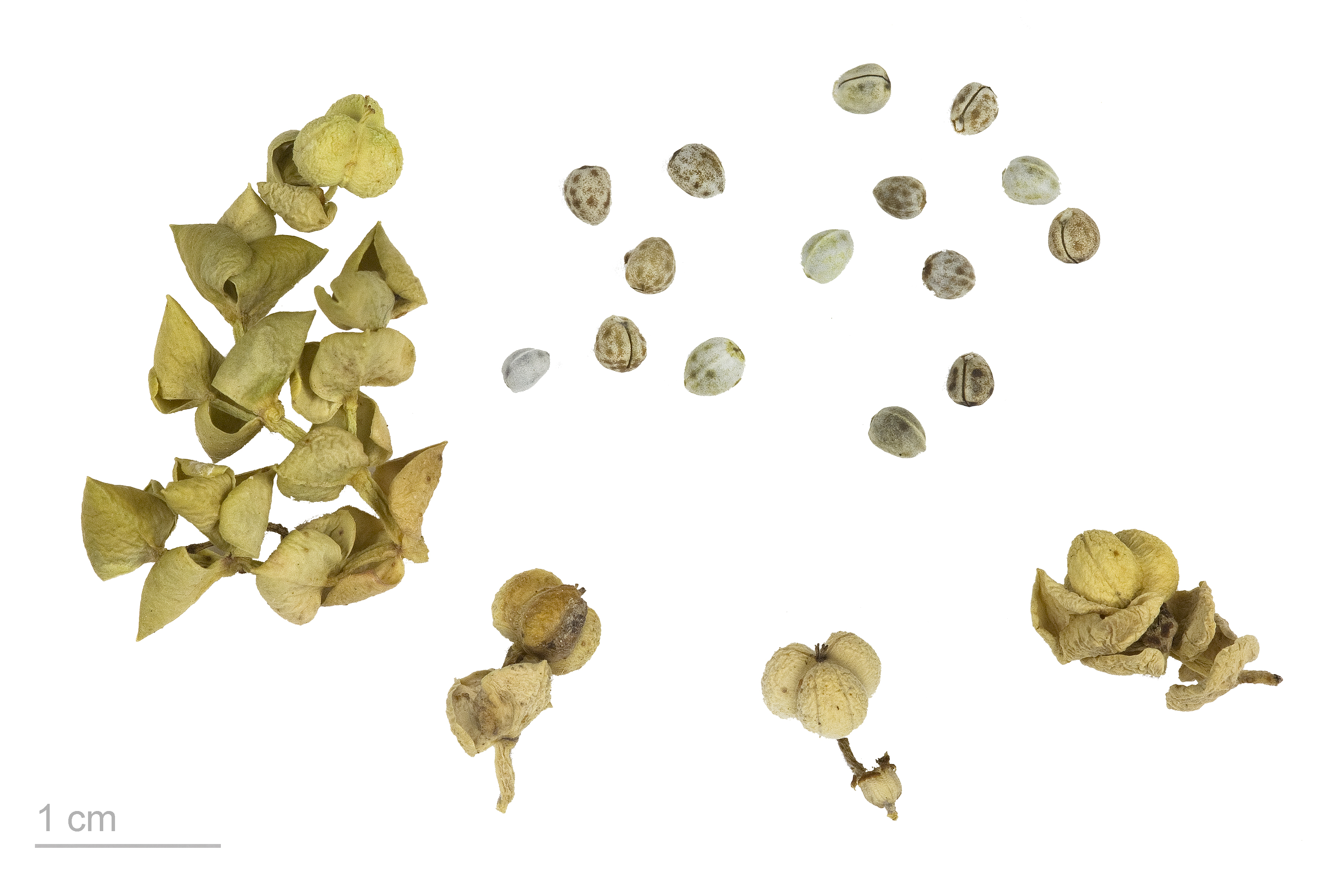
Euphorbia paralias

Pianta erbacea a stelo legnoso, glabra e carnosa, di taglia media (da 30 a 60 cm), fiorente in ciuffi sovente molto numerosi. Tronco eretto, ramificato alla base, arrossisce molto velocemente. Numerose foglie oblunghe a ovale di colore grigio-verde, accavallate.

### Fiori
Contrariamente ad altre euforbie, l'ombrella è molto corta, portante da 3 a 6 raggi principali. I ciazii (nome dato alle infiorescenze unitarie delle euforbiacee) sono composte da brattee carnose di colore verde chiaro, ovali e concave, portante dei fiori monoici, con delle ghiandole nettarifere reniformi gialle ad estremità cornuta. L'impollinazione avviene per mezzo degli insetti, di solito formiche.

### Frutti
Il frutto è una capsula glabra e granulosa, di circa 0,5 cm di diametro. Semi grigio pallido lisci. Disseminazione mirmecocora (per mezzo delle formiche).

## Distribuzione e habitat
Pianta vivace molto comune sulle sabbie del litorale, a volte anche tra la sabbia fine, partendo dalla Gran Bretagna e dall'Atlantico fino alle spiagge del Mediterraneo. Questa euforbia, che ama il caldo, fiorisce da maggio a settembre e forma assieme a Ammophila australis una vegetazione vivace pioniera delle sabbie delle dune mediterranee dal mar mediterraneo fino all'oceano Atlantico.